# II=I
II=I is het tweede album van de Zweedse band Andromeda, uitgebracht in 2003 door Century Media.

## Track listing
1. Encyclopedia – 7:08
2. Mirages – 5:42
3. Reaching Deep Within – 4:50
4. Two Is One – 9:05
5. Morphing Into Nothing – 7:35
6. Castaway – 6:17
7. Parasite – 6:55
8. One In My Head – 8:03
9. This Fragile Surface – 8:05

## Band
- Johan Reinholdz – gitaar, basgitaar
- David Fremberg – zanger
- Martin Hedin – keyboard
- Thomas Lejon – drums